# ملتوية معوية

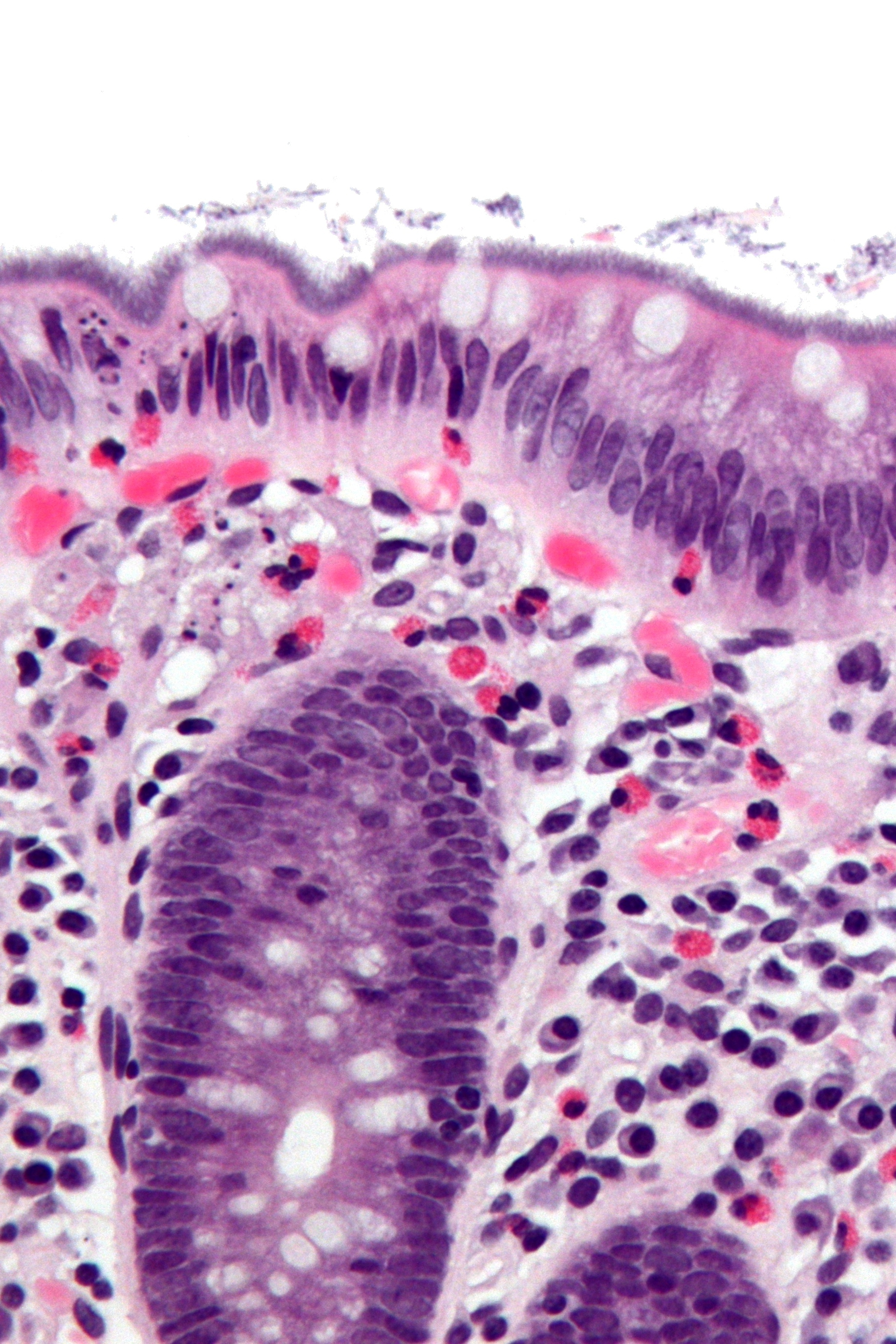
صورة مجهرية توضح ملتوية معوية

تهاجم بكتيريا ملتوية معوية (بالإنجليزي: Intestinal spirochetosis) وكذلك لولبيات معوية ولولبيات قولونية وملتويات قولونية الغشاء المخاطي للقولون , فتسبب الإسهال وآلام في البطن, ويمكن تشخيص حالة المريض بأخذ خزعة من نسيج القولون أو الأمعاء وفحصها.